# Catharanthus
Catharanthus G.Don, 1837 è un genere di piante della famiglia delle Apocinacee che comprende nove specie, otto delle quali endemiche del Madagascar e una (C. pusillus) originaria del subcontinente indiano.

## Tassonomia
Il genere comprende le seguenti specie:
- Catharanthus coriaceus Markgr.
- Catharanthus lanceus (Bojer ex A.DC.) Pichon.
- Catharanthus longifolius (Pichon) Pichon
- Catharanthus makayensis L.Allorge, Phillipson & Razakamal.
- Catharanthus ovalis Markgr.
- Catharanthus pusillus (Murray) G.Don.
- Catharanthus roseus (L.) G.Don.
- Catharanthus scitulus (Pichon) Pichon
- Catharanthus trichophyllus (Baker) Pichon

## Usi
Una specie,  C. roseus, è nota per le sue proprietà medicinali, ed è utilizzata dalle industrie farmaceutiche per ricavarne due alcaloidi (la vincristina e la vinblastina) utilizzati, tra l'altro, nella cura della leucemia.
Lo sfruttamento commerciale di questa pianta è stato fra gli episodi che hanno dato origine alla controversia sul concetto di biopirateria.